# 邱婷
邱婷（1965-），本名邱昭文，臺灣北管亂彈家族第三代，戲曲製作人，也是記者、作家、評論人，大陸媒體稱雜家。大學畢業後曾任《自立晚報》副刊編輯，《首都早報》、聯合報系《民生報》藝文記者，1989年與父母邱火榮、潘玉嬌共組亂彈嬌北管劇團 （页面存档备份，存于） （後更名「乾坤劇坊」），投入戲曲製作、編腔演唱及傳承保存，同時筆耕不輟，常年以戲曲為主要題材，書寫形式包括兒童文學、報導文學、散文、評論等，個人代表著作有《媽媽上戲去》、《戲臺明滅》、《出將入相亂彈嬌》、《臺灣亂彈名錄與影像詮釋》、《談曲論藝》等書，另曾發表《台灣戰後初期的亂彈班研究》（未出版）及〈道卡斯族的臺灣亂彈藝術傳承〉 （页面存档备份，存于） 論文，並與邱火榮合著《北管牌子音樂曲集》、《北管戲曲唱腔教學選集》有聲書。
曾在南華大學民族音樂學系、國立台灣藝術大學、國立臺南藝術大學中國音樂學系、華梵大學通識中心等校系兼任；2008年擔任宜蘭縣蘭陽戲劇團藝術總監五個月，現任教於文化大學中國音樂學系。

## 個人生平
出身臺灣北管亂彈世家，因父母及祖輩族系多是臺灣日治時期及戰後知名戲曲藝人、藝師，家學淵源深厚，耳濡目染之下，對北管亂彈、歌仔等民間戲曲音樂暨文化傳承熱切關心，且有遠見卓識，備受學術暨藝文界等多方肯定。大學期間即開始投入民間戲曲的攝影紀錄及文學創作，畢業後持續筆耕，從事傳統音樂、表演藝術、文學等藝文採訪報導，漸次擴及評論。有感於戰後亂彈戲及藝人樂師的日漸凋零，1989年創辦「亂彈嬌北管劇團」，多次與文建會、國家兩廳院、國立傳統藝術中心、文化部、香港文化中心、法國巴黎世界文化館等及專家學者、藝文人士合作，策劃製作專業北管亂彈節目，並主持保存計畫等。
父親親族

祖父林朝成（1908-1970）為日治時期重要職業北管樂師，一生多投入教館，桃李遍臺，北管人稱其「樹成仙」。1951（民國40）年受聘擔任臺北「德樂軒」駐館先生，蒞館之初，共十三個孩子入門，人稱「十三公司」，成員包括蔡文成（馬鼻生）、劉金松（白猴）、黑龍兄弟、陳天護（黑仔）、林振來、陳瑞昌（黑狗昌）、楊財明、阿標、林曜期及最後加入的李順發等，多位後來成了李天祿「亦宛然掌中劇團」、許王 （页面存档备份，存于） 「小西園掌中劇團」後場樂師，蔡文成則是「靈安社」子弟先生。祖母邱海妹（1912-1993）為日治時期著名亂彈「女老生」，嗓音技巧俱佳，被譽稱亂彈「好韻」，中年隨夫婿林朝成一起教導北管子弟軒社，成為臺灣第一位女性館先生，指導如臺北「德樂軒」、基隆「得意堂」、板橋「潮和社」等。父親邱火榮（1934-）青出於藍，精通北管戲曲唱腔及音樂，不僅活躍於亂彈、歌仔戲、布袋戲等各類後場演出，其教學也從早期子弟軒社逐步跨入學院領域，1989年獲教育部「民族藝術薪傳獎」 （页面存档备份，存于） ；2015年國家文化部授證為重要傳統藝術-北管音樂保存者（人間國寶）；2017年臺北藝術大學頒授他榮譽博士；2022年獲「國家文藝獎」。姑母劉玉鶯（1936-2023）為戰後傑出戲曲演員，活躍於亂彈、歌仔、採茶戲曲舞台，有「戲狀元」譽稱。姑父陳玉平 （页面存档备份，存于）（1935-1995）出身臺灣四平戲曲世家，戰後「小榮鳳」 （页面存档备份，存于）四平班台柱，後擔任「陳美雲歌劇團」導演直至去世。
母親親族

外曾祖父潘榮順為日治時期苗栗後龍新港著名東社班「東勝園」亂彈班班主兼班長。外祖父潘永山亦是東社班「東勝園」時期班長，工二花。舅公鍾阿知（1906-1996）自日治時期以來即身兼亂彈及「跳鍾馗」儀式演出。舅舅潘細木（1918-2011）曾任職業亂彈班之班長。母親潘玉嬌（1936-）為戰後著名亂彈藝人，以小生戲《黃鶴樓》享譽劇壇，人稱「亂彈嬌」，1990獲教育部「民族藝術薪傳獎」；2015年文化部授證重要傳統表演藝術-亂彈戲保存者（人間國寶）。

## 著作暨有聲書
文學作品

《臺灣亂彈名錄與影像詮釋》  （页面存档备份，存于），華岡出版，2024

《出將入相亂彈嬌─一方舞台流轉人生》，文化部文化資產局，2021 （页面存档备份，存于） 

《北管音樂領航者─邱火榮》 （页面存档备份，存于），文建會策畫．時報出版，2004 

《媽媽上戲去》 （页面存档备份，存于） ，文建會策畫．雄獅美術出版，1997

《戲臺明滅》 （页面存档备份，存于） ，台北：幼獅，1996

《明華園：台灣戲劇世家》 ，獨家出版，1995

《生命的太陽：蔡振南的流浪人生》 ，皇冠文化，1995
戲曲有聲書

《北管戲曲唱腔教學選集》 （页面存档备份，存于） ，與邱火榮共同編著，國立傳統藝術中心，2002

《北管牌子音樂曲集》 （页面存档备份，存于） ，與邱火榮共同編著，國立傳統藝術中心，2000
藝文評論

《談曲論藝：邱婷表演評論文集》，小雅文創 （页面存档备份，存于） ，2024
學術論文

〈道卡斯族的臺灣亂彈藝術傳承：以苗栗後龍新港「東社班」藝人與活動記憶為例〉，《文化資產保存學刊》第66期，2023年12月，頁49-70

〈台灣戰後初期的亂彈班研究〉，南華大學美學與藝術管理研究所碩士論文，2001（未出版）

## 戲曲製作、編腔暨演唱
- 2024年：廈門「中國民族音樂週閉幕式音樂會─和合共聲」/鼓浪嶼音樂廳/特邀演唱唐詩歌仔調
- 2023年：采風樂坊「詩詞話樂歌仔調」/客席演唱宋詞歌仔調
- 2022年：采風樂坊「詩詞話樂歌仔調」/客席演唱宋詞歌仔調
- 2022年：「22'臺北市傳統藝術季開幕音樂會─粉墨春秋」/客席演唱北管
- 2021年：琴園國樂團「說書人音樂劇場─李謩傳奇」/客席演唱歌仔調
- 2021年：琴園國樂團「臺北市傳統藝術季─風華大稻埕」/客席演唱北管
- 2018年：怡羅音樂藝術暨交響樂團「蒼河雲端」/客席演唱《赤壁懷古》
- 2018年：文大國樂系華岡藝展「創」/編腔演唱《女俠》
- 2018年：「國樂薈萃．團聚TTTC」文大國樂系專場/主唱歌仔《春雨》
- 2017年：采風樂坊台北紐約美國巡演五場/樂隊主唱
- 2016年：辜公亮文教基金會「國際表演藝術協會（ISPA）沙龍音樂會」/戲曲演唱
- 2016年：臺北市傳統藝術季閉幕．新北管音樂劇「阿母上戲去」/製作．演唱
- 2016年：中華國樂團新年音樂會/客席演唱《赤壁懷古》（世界首演）
- 2015年：「山河氣韻．聲聲世世」北管亂彈暨花部戲曲專場音樂會暨實況錄音出版
- 2007年：歌仔戲《搜孤救孤》/製作
- 2006年：歌仔折戲《帝女．萬歲．劫》/製作
- 2006年：國立傳統藝術中心主辦「攏是好子弟─95年度北管排場匯演」/總策畫．執行製作
- 2006年：國立中正文化中心主辦「北管e世代」/製作．演唱
- 2006年：九十五年台北市傳統藝術季．人偶跨界合演《秦瓊倒銅旗》/製作．演唱
- 2005年：九十四年台北市傳統藝術季「再現亂彈─北管藝人潘玉嬌、劉玉鶯七十風華」/製作
- 2004年：彰化縣文化局主辦「回窯風華再現─2004北管戲曲展演」/製作．主持
- 2003年：國家劇院實驗劇場戲曲講座─北管示範講座/策畫製作．主講
- 2001年：采風樂坊國家音樂廳十周年音樂會/客席演唱歌仔《煞戲─月鳳之歌》
- 2000年：法國巴黎世界文化館「意象音樂節─北管」/製作．演唱
- 1997年：采風樂坊「吟詩做對歌仔調」/國家演奏廳首演發表路寒袖三首台語新詩新編創作
- 1997年：文建會、國家劇院主辦「盛秋藝宴─文化新絲路之夜」薪傳藝人匯演/亂彈製作
- 1995年：白鷺鷥文教基金會策畫主辦「台灣音樂一百年─北管之夜」/製作．演唱
- 1993年：香港市政府主辦「中國音樂節─南管北管會知音」/製作．演唱
- 1992年：八十一年文藝季北管戲《黃鶴樓》基隆、宜蘭縣、台北縣、彰化縣立文化中心巡演/製作
- 1992年：臺北市傳統藝術季「民間流行音樂史─北管篇」/製作．演唱
- 1991年：臺北市傳統藝統季「兩岸奇葩北管樂」/製作
- 1990年：七十九年文藝季北管戲《黃鶴樓》/製作

## 獲獎紀錄
- 2016年：《山河氣韻．聲聲世世》榮獲第27屆傳藝金曲獎「最佳傳統音樂專輯獎」 （页面存档备份，存于）
- 2014年：榮獲台北西區扶輪社頒發第59屆「台灣文化獎」 （页面存档备份，存于）
- 2004年：93年度優良政府出版品獎《北管音樂領航者─邱火榮》
- 1997年：聯合報年度最佳十大書獎─《媽媽上戲去》
- 1997年：中國時報開卷年度最佳童書獎─《媽媽上戲去》
- 1994年：新聞局第十五次推介中小學生優良課外讀物《戲臺明滅》
- 1987年：第七屆全國學生文學獎（今「全球華文學生文學獎」）散文獎〈戲〉 （页面存档备份，存于）

## 其他
- 1997年：《吟詩作對歌仔調》─為路寒袖三首台語新詩編腔，台北：采風出版。
- 1990─1995年：台北縣汐止鎮「文化立鎮」企畫與藝術教學指導
- 1986年：公共電視「掌中乾坤」編劇

## 外部連結
- 南華大學民族音樂學系邱婷網頁 （页面存档备份，存于）
- 華梵大學人文教育研究中心邱婷網頁 （页面存档备份，存于）
- 文化大學中國音樂學系邱婷網頁 （页面存档备份，存于）

| 前任： 黃春明 | 宜蘭縣蘭陽戲劇團藝術總監 2008年7月－11月 | 繼任： 懸缺 |

1. ↑  .   [2024-04-09]. （原始内容存档于2024-04-09）.
2. ↑  .   [2024-04-09]. （原始内容存档于2024-04-09）.
3. ↑  .   [2024-04-09]. （原始内容存档于2024-04-09）.
4. ↑  .   [2024-04-09]. （原始内容存档于2024-04-09）.
5. ↑  .   [2024-04-09]. （原始内容存档于2024-04-09）.
6. ↑  .   [2024-04-09]. （原始内容存档于2024-04-09）.
7. ↑  .   [2024-04-09]. （原始内容存档于2024-04-09）.